# Peynirdere, Dulkadiroğlu
Peynirdere là một xã thuộc huyện Dulkadiroğlu, tỉnh Kahramanmaraş, Thổ Nhĩ Kỳ. Dân số thời điểm năm 2010 là 629 người.